# Zuidelijke poedoe
De zuidelijke poedoe of Chileense poedoe (Pudu puda)  is een zoogdier uit de familie van de hertachtigen (Cervidae). De wetenschappelijke naam van de soort werd voor het eerst geldig gepubliceerd door Molina in 1782. 

## Kenmerken
Deze poedoe is een klein, gedrongen dier. De vacht is vaalgeel tot roodbruin en de oorpunten zijn afgerond. Mannetjes zijn in het bezit van een enkelvoudig, 8 cm lang spiesgewei, dat elk jaar wordt afgeworpen om daarna weer aan te groeien. De lichaamshoogte bedraagt 85 cm, de staartlengte 5 cm en het gewicht is tot 15 kg. Mannetjes kunnen 15 jaar worden en vrouwtjes 12 tot 13 jaar.

## Leefwijze
Deze solitaire dieren zijn dagactief. Hun voedsel bestaat uit boomschors, knoppen, vruchten en bloemen. De grote vooroogklieren produceren vocht, waarmee het dier zijn territorium markeert.

## Voortplanting
Zoals bij de meeste soorten herten is de voortplantingstijd seizoensgebonden. Na een draagtijd van 202 tot 223 dagen wordt meestal één jong geboren, dat slechts 15 cm hoog is, met een geboortegewicht van ± 800 gram. Na 3 maanden is het jong volgroeid en 35 cm hoog. Na 6 maanden zijn ze geslachtsrijp. 

## Verspreiding
Het komt voor in Chili en Argentinië in vochtige bossen en dicht struikgewas.